# Kisnyárád
Kisnyárád (deutsch Kischnaarad) ist eine ungarische Gemeinde im Kreis Mohács im Komitat Baranya.

## Geografische Lage
Kisnyárád liegt ungefähr zehn Kilometer nordwestlich der Stadt Mohács. Nachbargemeinden sind Erdősmárok, Székelyszabar und Himesháza.

## Sehenswürdigkeiten
- Heimatkundliche Sammlung (Helytörténeti gyűjtemény) im ehemaligen Schulgebäude
- Kalvarienberg mit Szent-János-Kapelle
- Römisch-katholische Kirche Árpád-házi Szent Erzsébet, erbaut 1777 (Barock)
- Szent-Flórián-Statue (Szent Flórián-szobor) erschaffen 1925
- Weltkriegsdenkmal (I. és II. világháborús áldozatok emlékműve)

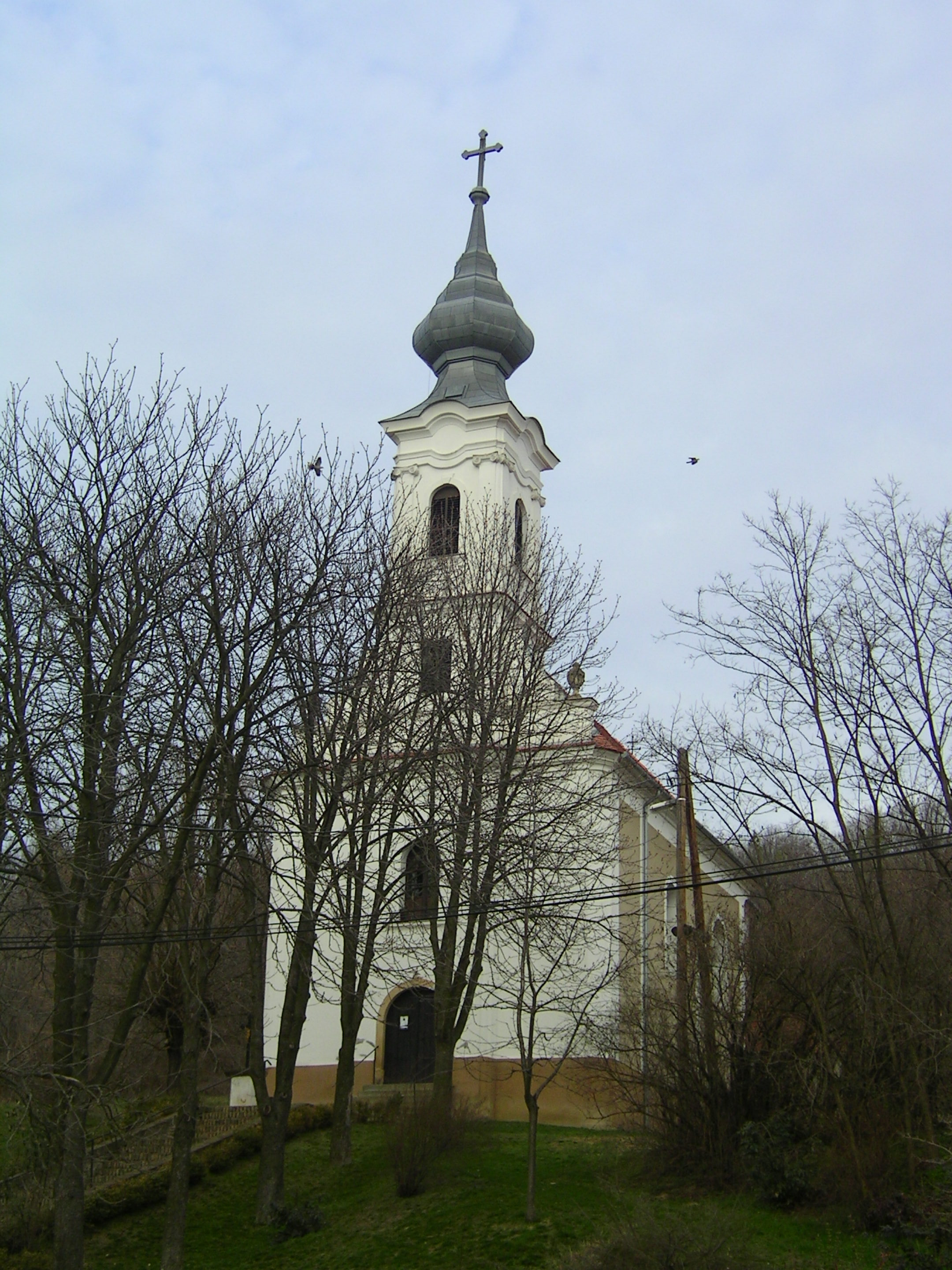
Röm.-kath. Kirche Árpád-házi Szent Erzsébet

## Verkehr
Kisnyárád ist nur über die Nebenstraße Nr. 56112 zu erreichen. Östlich des Ortes verläuft die Autobahn M6. Der nächstgelegene Bahnhof befindet sich in Mohács.